# April Margera
April Margera (Glen Mills, Pennsylvania, 28 maart 1956) is een Amerikaans mediapersoonlijkheid. Ze staat vooral bekend om haar gastrollen in de MTV-series Viva La Bam en Bam's Unholy Union. In het verleden was zij actief bij de programma's CKY en Jackass. Ze is de moeder van Bam en Jess Margera. Zij is getrouwd met Phil Margera. 
Ook heeft ze een kookboek geschreven, genaamd April Cooks: There's An Alligator In My Kitchen. In het dagelijks leven is ze kapster.
- Bibliothèque nationale de France: cb150179247 (data)
- International Standard Name Identifier: 0000 0000 1207 9810
- MusicBrainz: c989b275-bad5-498d-9b6f-7ab522a430f8
- Virtual International Authority File: 47041051